# Turid Storhaug
Turid Storhaug (* 21. Oktober 1968) ist eine ehemalige norwegische Fußballspielerin.

## Karriere

### Vereine
Storhaug spielte im Seniorinnenbereich ausschließlich für den in Klepp (südlich von Stavanger) ansässigen Klepp Idrettslag in der Eliteserien, der höchsten Spielklasse im norwegischen Frauenfußball. Mit der Mannschaft gewann sie 1987 die (bis heute einzige) Meisterschaft und 1989 den nationalen Vereinspokal. Im zweiten Finale, im Jahr 1996, unterlag sie mit ihrer Mannschaft dem Trondheims-Ørn SK mit 0:3.

### Nationalmannschaft
Für die Nationalmannschaft bestritt Storhaug in einem Zeitraum von drei Jahren 15 Länderspiele. Ihr Länderspieldebüt gab sie am 1. März 1988 in Schumen beim 3:0-Sieg im Freundschaftsspiel gegen die Nationalmannschaft Bulgariens. Ihr zweites Länderspiel bestritt sie am 26. Mai 1998 in Nesbyen mit dem dritten Spiel der EM-Qualifikationsgruppe 1, das gegen die Nationalmannschaft Finnlands mit 0:2 verloren wurde. Ihr drittes Länderspiel war bereits das Finale des FIFA-Frauen-Einladungsturniers in der Volksrepublik China, in dem am 12. Juni 1988 in Guangzhou die Nationalmannschaft Schwedens mit 0:1 unterlegen war. Das Spieljahr 1998 beendete sie mit einem weiteren EM-Qualifikationsspiel (2:0 vs. England; am 21. August in Stavanger) und den beiden EM-Viertelfinalqualifikationsspielen gegen die Nationalmannschaft der Niederlande; in beiden Begegnungen erzielte sie jeweils ein Tor. Sie nahm mit ihrer Mannschaft an der Europameisterschaft 1989 in Deutschland teil und bestritt das Halbfinale (2:1 vs. Schweden; am 28. Juni in Lüdenscheid) und das Finale, das gegen die Nationalmannschaft Deutschlands am 2. Juli in Osnabrück mit 1:4 verloren wurde. Mit dem in Freundschaft ausgetragenen Länderspiel beim 2:1-Sieg über die Nationalmannschaft Dänemarks am 16. August in Vejle (in dem sie ihr drittes Länderspieltor erzielte) und dem zweiten Spiel der EM-Qualifikationsgruppe 3 mit dem 4:0-Sieg im ersten Länderspiel gegen die Nationalmannschaft Belgiens am 15. Oktober in Kongsvinger endete das Spieljahr 1989. In Agia Napa auf Zypern wurde sie einzig am 21. März 1990 im Turnier um den „Open Nordic Cup“ als Alternative zur (seit 1982 nicht mehr ausgetragenen) Nordischen Meisterschaft beim 1:0-Sieg über die Nationalmannschaft Finnlands eingesetzt. Nach zwei Freundschaftsspielen am 12. April und 10. Mai (2:1 vs. Sowjetunion; in Simferopol und 0:1 vs. Niederlande; in Den Haag) wurde sie am 27. Mai in Klepp beim 2:0-Sieg im EM-Qualifikationsspiel gegen die Nationalmannschaft Englands berücksichtigt, bevor sie ihre Länderspielkarriere mit dem 2:0-Sieg über die Nationalmannschaft Kanadas im Turnier um den Kanada-Pokal am 23. Juli in Winnipeg beendete.

## Erfolge
Nationalmannschaft
- Finalist Europameisterschaft 1989
- Sieger FIFA-Frauen-Einladungsturnier 1988 (inoffizielle Weltmeisterschaft)

Klepp IL
- Norwegischer Meister 1987
- Norwegischer Pokal-Sieger 1989, -Finalist 1996